# Acido crisofanico
Acido crisofanico o metilantrachinone, è un chinone.
- Antrachinone
- Parabenzochinone
- 1,4-Naftochinone
- Metilantrachinone
- Acenaftechinone
- Fenantrechinone